# Altura (kommunhuvudort)
Altura är en kommunhuvudort i Spanien.   Den ligger i provinsen Província de Castelló och regionen Valencia, i den östra delen av landet, 280 km öster om huvudstaden Madrid. Altura ligger 396 meter över havet och antalet invånare är 3 242.
Terrängen runt Altura är kuperad. Runt Altura är det ganska tätbefolkat, med 58 invånare per kvadratkilometer. Närmaste större samhälle är Segorbe, 2,8 km öster om Altura. 